# Henri Bedimo
Henri Bedimo Nsame (Douala, 4 giugno 1984) è un ex calciatore e allenatore di calcio camerunese, difensore.

## Palmarès

### Club

#### Competizioni Nazionali
- Campionato francese: 1

Montpellier: 2011-2012